# إيرينا بافلوفيتش
إيرينا بافلوفيتش (بالفرنسية: Irena Pavlovic) مواليد 28 سبتمبر 1988 في بلغراد، هي لاعبة كرة مضرب فرنسية بدأت مسيرتها كمحترفة سنة 2004 تلعب باليد اليمنى وتحتل حالياً المرتبة 182 (8 سبتمبر 2014) في تصنيف رابطة محترفات كرة المضرب. أعلى تصنيف لها كان 138.

## روابط خارجية
- إيرينا بافلوفيتش على موقع رابطة محترفات التنس (الإنجليزية)
- إيرينا بافلوفيتش على موقع الاتحاد الدولي لكرة المضرب (الإنجليزية)
- إيرينا بافلوفيتش على موقع إي إس بي إن.كوم (الإنجليزية)